# Boris Ščukin
Boris Vasil'evič Ščukin (in russo Бори́с Васи́льевич Щу́кин?, angl. Boris Vasilyevich Shchukin; Mosca, 17 aprile 1894 – Mosca, 7 ottobre 1939) è stato un attore sovietico.
Celebre per aver interpretato il ruolo di Lenin nei film Lenin in ottobre (1937) e Lenin nel 1918 (1939), Ščukin ebbe il titolo di "artista nazionale dell'URSS", venne insignito dell'Ordine di Lenin, e ottenne il premio Stalin.
L'Istituto d'arte drammatica "Boris Ščukin" di Mosca venne così nominato in suo onore nel 1939.

## Filmografia parziale

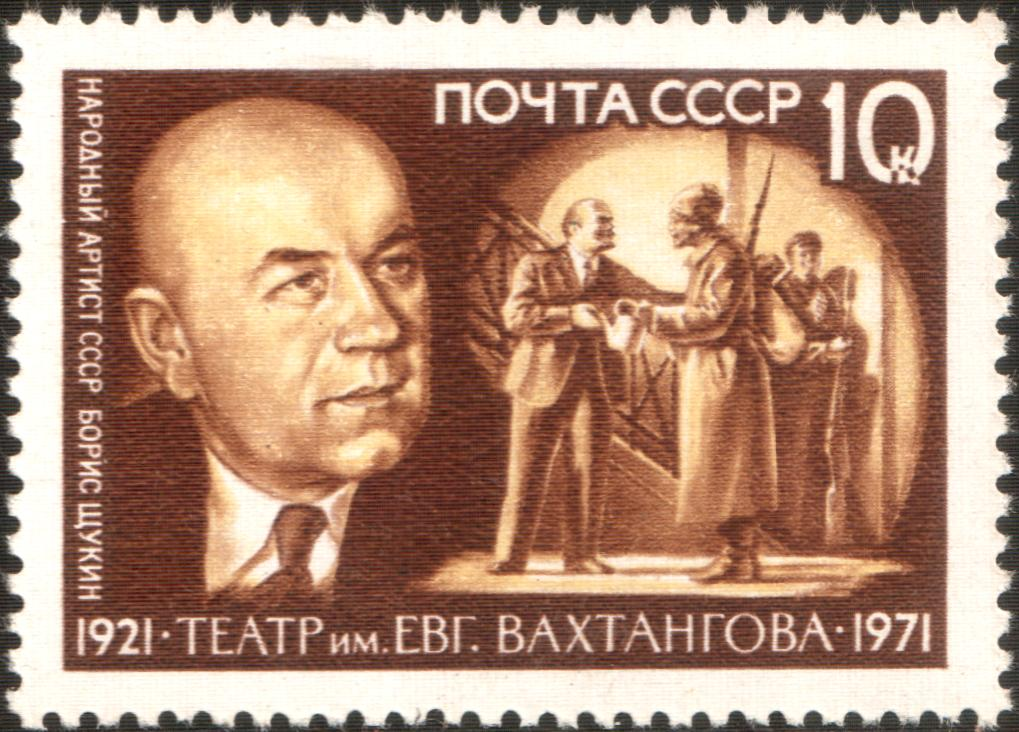
Francobollo con l'effige di Shchukin emesso in Unione Sovietica nel 1971.

- Lyotchiki (Лётчики), regia di Yuli Raizman & Grigori Levkoyev (1935)
- Lenin in ottobre (Ленин в Октябре), regia di Michail Romm & Dmitriy Vasilev (1937)
- Lenin nel 1918 (Ленин в 1918 году), regia di Michail Romm (1939)